# Calling (videogioco)
Calling (Calling ～黒き着信～? lett. Calling - Messaggio oscuro) è un videogioco survival horror sviluppato da Hudson Soft in esclusiva per Wii. Il gioco è stato distribuito in Giappone il 19 novembre 2009, in Nord America il 9 marzo 2010 e in Europa il 19 marzo 2010.

## Trama
Rin Kagura, Shin Suzutani, Chiyo Kishibe e Makoto Shirae visitano la "Pagina nera", un sito misterioso il cui unico contenuto è un contatore delle persone che si dice siano morte dopo averlo visitato. Rin va sul sito perché sei anni prima aveva promesso a una bambina in ospedale, tramite una chat, che sarebbe andata a trovarla, ma, quando arrivò all'ospedale, non la trovò da nessuna parte: tramite la "Pagina nera", la ragazza spera di trovare delle risposte. Shin ama gli anime e il soprannaturale e proprio per questo visita il sito. Chiyo Kishibe, invece, dopo che il nipote le regala un cellulare, va sulla "Pagina nera" sperando di poter incontrare il marito defunto. Per quanto riguarda Makoto Shirae, arriva al sito investigando sulla misteriosa morte di un amico. Dopo essere entrati in una chat sul sito, Rin, Shin, Chiyo e Makoto vengono ben presto trascinati in uno strato vuoto, l'Abisso Mnemonico, che si trova tra la vita e la morte e mostra i ricordi dei defunti. Usando i loro cellulari, i quattro devono cercare di fuggire.

## Modalità di gioco
Il gioco è in prima persona e i giocatori possono esplorare i luoghi dell'Abisso Mnemonico, come la casa delle bambole vive, la scuola Shosei, un internet cafe raccapricciante, l'ospedale Kuromiya, una camera da letto e un negozio di parrucchiere. I giocatori usano il telecomando Wii per interagire con gli oggetti e muoversi. Il controller funziona anche come telefono cellulare, che i fantasmi usano per parlare al giocatore tramite lo speaker. Inoltre, il giocatore può utilizzare il telefono per scattare foto e registrare le voci spettrali.
I fantasmi affrontano anche il giocatore negli "eventi paura".

## Sviluppo
Il gioco è stato originariamente svelato a ottobre 2008, quando alcuni filmati rubati furono pubblicati sul web. Il gioco è stato invece rivelato ufficialmente da Famitsū a luglio 2009.

## Accoglienza
Il gioco ha ricevuto in generale dei giudizi negativi: il punteggio di Metacritic è di 49. IGN gli ha invece dato un punteggio di 3,5 su 10.